# Bruce Gilden
Bruce Gilden es un fotógrafo neoyorquino que se ha consagrado gracias a la fotografía callejera. Es miembro de la agencia Magnum desde 1998.

## Biografía
Estudió Sociología en la Universidad Estatal de Pensilvania. En 1968, tras ver la película Blow-Up de Antonioni, se compró su primera cámara y se apuntó a clases nocturnas en la escuela de artes visuales de Nueva York.
Se define como fotógrafo callejero, y se interesa por cómo la gente comparte un mismo espacio físico urbano. Desde hace 25 años, su trabajo, todavía inconcluso, gira en torno a los habitantes de Nueva York. En sus fotografías utiliza un flash electrónico y hace que sus personajes sean conscientes de su presencia.
Ha fotografiado también otros países como Haití, Francia, Irlanda o la India.

## Obra publicada
- Facing New York (1992)
- Bleus (1994)
- Haïti (1996)
- Haïti, dreams and nightmares (1997)
- After the off (1999)
- Go (2000)
- Coney island (2002)
- New York City (2004)
- A beautiful catastrophe (2005)